# Coloane Alto
Alto de Coloane (čínsky 疊石塘山/塔石塘山, 170,6 m n. m.) je kopec na ostrově Coloane v Jihočínském moři při pobřeží Číny. Jedná se o nejvyšší bod ostrova i celé zvláštní správní oblasti Macao. Na vrcholu stojí socha bohyně Ma-cu vytesaná z bílého mramoru a dokončená 28. října 1998. Sochu tvoří 120 mramorových bloků, je vysoká 19,99 m a váží asi 500 tun.